# Dragon Ball Z
Dragon Ball Z (яп. ドラゴンボールZ, Дорагон Бо:ру Дзетто) — аніме-серіал, адаптація останніх 325 (усього 519) глав манґи Акіри Торіяма Dragon Ball. Є продовженням аніме «Dragon Ball». Зроблений студією Toei Animation. Прем'єра першого епізоду відбулася 26 квітня 1989 року на телеканалі Fuji TV, де серіал показували в той же час, як і першу частину. Всього було знято 291 серія. Остання вийшла 31 січня 1996 року.
Dragon Ball Z продовжує пригоди Ґоку, який разом зі своїми супутниками захищає Землю від лиходіїв, починаючи від інопланетян (Фріза), андроїдів (Цел) та інших істот (Маджін Буу). У той час як оригінальне аніме «Dragon Ball» слідувало за Гоку від дитинства до раннього дорослого життя, «Dragon Ball Z» є продовженням його дорослого життя, але водночас іде паралельно життю його сина Ґохана, а також розвитку його конкурента Веджети.

## Сюжет

### Сага Саянів
Дія аніме відбувається через п'ять років після весілля Ґоку і Чічі (у 18-му томі манґи). Відтоді в них народився син, якого назвали Ґохан. Починається нова історія з того, що на Землю з іншої планети прилітає таємничий космічний воїн на ім'я Радітц, старший брат Ґоку, і що, виявляється, Ґоку теж із позаземної раси воїнів - саянів, із представників якої нині живими лишилися лише четверо. Ґоку жертвує собою, щоб Пікколо вбив Радітца. Але на цьому біди для Землі не закінчилися, залишилося ще 2 живих саяни — Наппа і Веджета, і вони вирушають на Землю, щоб отримати драгонболли і скористатися ними. Ґоку тим часом потрапляє в потойбічний світ і проходить тренування у Північного Кайо, де покращує свої фізичні показники, а також вивчає такі прийоми, як кайокен і генкі дама. Минає один рік, і друзі Ґоку його воскрешають. Саяни вже прилетіли, і всі разом намагаються захистити Землю, але в підсумку більшість помирає. Наппа помирає, але Веджеті вдалося втекти. Оскільки Пікколо помер, то помер і Камі Землі, отже, всі драгонболли зникли.

### Сага Фрізи
Бульма, Гохан і Курилін вирушають на Намек, щоб скористатися Намекіанськими драгонболами. Там на них чекає Фріза та Веджета. Веджета і друзі Ґоку об'єднуються проти Фрізи, але програють. На той час за ними прилітає Ґоку, який пройшов тренування під гравітацією, у 100 разів сильнішою за земну. Але цієї сили не вистачає, щоб перемогти Фризу. Побачивши смерть Куриліна, Гоку перетворюється на Супер Саяна, і готовий битися на рівних із Фризою. Зрештою Гоку перемагає, але не вбиває його, а Фріза знищує планету Намек. Друзі Ґоку за допомогою драгонболлів встигають врятувати всіх Намекіанців і перенести їх на Землю. На землі вони всіх воскрешають завдяки Намекіанським драгонболам, але коли вони загадали воскресити Ґоку, виявилося, що він все ще живий, і не хоче повертатися на Землю, тому що він тренується на планеті Ядрат. Через якийсь час, Фріза летить на землю, щоб убити Ґоку, але там його вже чекає Транкс і вбиває його. Пізніше з'ясувалося, що Транкс прийшов з майбутнього, а також, що він син Бульми і Веджети, який народиться 3 роки по тому. Також він каже, що через 3 роки на землі з'явиться 2 небезпечних андроїда — № 17 і № 18. 

### Сага Андроїдів
Через 3 роки виявилося, що існує ще 2 андроїди — Целл і № 16. Целл поглинає сімнадцятого і вісімнадцятого і приймає свою досконалу форму. Він влаштовує турнір бойових мистецтв «Ігри Целла», і якщо його ніхто не переможе, то Земля буде знищена. Врешті-решт Ґоку розуміє, що Целл занадто сильний, щоб з ним впоратися, і на подив усіх інших програє бій. Ґоку проголошує, що Ґохан зможе перемогти Целла. Згодом Ґохану вдається використати свою приховану силу і досягти перетворення на Супер Сайяна 2 після того, як Андроїд 16 жертвує собою у невдалій спробі вбити Целла. Відмовляючись визнати поразку, Целл готується до самознищення і знищення Землі. Ґоку використовує свою здатність миттєвої передачі, щоб телепортувати себе і Целла на планету короля Кая, де Целл вибухає і вбиває всіх присутніх. Однак Целл виживає після вибуху і повертається на Землю сильнішим, ніж будь-коли, де швидко вбиває Транкса, але Гохан вивільняє всю свою силу у масивній хвилі Камехамехи і знищує Целла назавжди. Драгонболли використовуються для відродження всіх, кого вбив Целл, а Ґоку вирішує залишитися в потойбічному світі, відмовляючись від пропозиції друзів використати Намекіанські драгонболли, щоб повернути його назад. Транкс повертається до своєї часової лінії і використовує свою посилену силу, щоб нарешті вбити Майбутніх Андроїдів і Целла.

### Сага Маджіна Буу
Сім років потому Ґоку дозволили на один день повернутися на Землю, щоб возз'єднатися зі своїми близькими та зустрітися зі своїм молодшим сином Ґотеном на Всесвітньому турнірі бойових мистецтв. Незабаром після цього Ґоку та його союзники втягуються в бій Верховного Кая проти магічної істоти на ім'я Маджін Буу, викликаної злим чаклуном Бабіді. Всі зусилля виявляються марними, оскільки Буу успішно відроджується і починає вбивати жителів Землі. Ґотен і Транкс навчаються техніці злиття у Пікколо, а Ґохан розкриває свій прихований потенціал за допомогою Старшого Верховного Кая. Тим часом Буу подружився з містером Сатаном і поклявся більше ніколи нікого не вбивати, але його слова перериває божевільний стрілець, який стріляє в містера Сатана і ледь не вбиває його. В результаті Маджін Буу стає настільки злим, що виганяє зло з себе, створюючи злого Буу, який продовжує поглинати доброго Буу. В результаті з'являється Супер Буу, психопатичний монстр, який не бажає нічого, окрім знищення Всесвіту. Після численних битв, які призводять до загибелі багатьох союзників Ґоку, а також знищення Землі, Ґоку повністю відновлюється Старшим Верховним Каєм і перемагає Кід Буу (початкову форму Маджіна Буу) атакою Духової бомби, що містить енергію всіх мешканців Землі, які були воскрешені разом з планетою за допомогою Намекіанських Драконячих Кульок. Ґоку загадує бажання, щоб Маджін Буу перевтілився в хорошу людину. Через десять років на іншому Всесвітньому турнірі бойових мистецтв він зустрічає людську реінкарнацію Маджина Буу — Ууба. Залишивши поєдинок між ними незавершеним, Ґоку вирушає з Уубом, щоб навчити його стати новим захисником Землі.

## Dragon Ball Z Kai
У лютому 2009 року Toei Animation оголосили про початок трансляції реставрованої версії Dragon Ball Z в рамках святкування 20-річчя серії. Прем'єра серіалу відбулася 5 квітня 2009 року на японському телеканалі Fuji TV під назвою Dragon Ball Kai, де кінцевий суффікс Kai (яп. 改, かい) в перекладі означає «оновлений» або «змінений» і відображає вдосконалення та виправлення оригінального твору. Оригінальний відзнятий матеріал було ремастировано для HDTV, з оновленими початковими та кінцевими сценами, новою музикою та перезаписаними вокальними доріжками. Будь-які пошкоджені кадри в оригіналі були видалені, разом з більшістю філлерів, щоб більш точно слідувати манзі, що призвело до більш швидкого розвитку сюжету. За словами Торісіми, редактора Торіями, Kai був задуманий, коли компанія Bandai запитала, чи можна зняти нове аніме Dragon Ball, щоб збільшити продажі сувенірів франшизи. Оскільки Торіяма відмовився створювати нову історію, було вирішено випустити ремастеровану версію аніме Dragon Ball Z, яка більш точно відповідає манзі. Він сказав, що реакція аудиторії на Kai була позитивною, «тож все вийшло».
Серіал спочатку завершився на 97-й серії в Японії 27 березня 2011 року, фіналом Саги Андроїдів. Спершу планувалося випустити 98 епізодів, але через землетрус і цунамі в районі Тохоку фінальний епізод не вийшов в ефір, а пізніше був випущений на відео в Японії 2 серпня 2011 року.
У листопаді 2012 року Маюмі Танака, японська акторка озвучення Куріріна, оголосила, що вона та решта акторів записують нові епізоди Dragon Ball Kai. У лютому 2014 року було офіційно підтверджено адаптацію Саги Маджіна Буу. Новий серіал, який отримав міжнародну назву Dragon Ball Z Kai: The Final Chapters, розпочався в Японії на телеканалі Fuji TV 6 квітня 2014 року і завершився 28 червня 2015 року. Фінальна арка Kai спочатку мала тривати 69 епізодів, але японське телебачення скоротило її до 61 епізоду.